# Воскресенская улица (Старая Русса)
Воскресенская улица — улица в Старой Руссе. Проходит через исторический центр города от Александровской улицы до Георгиевской улицы.

## История

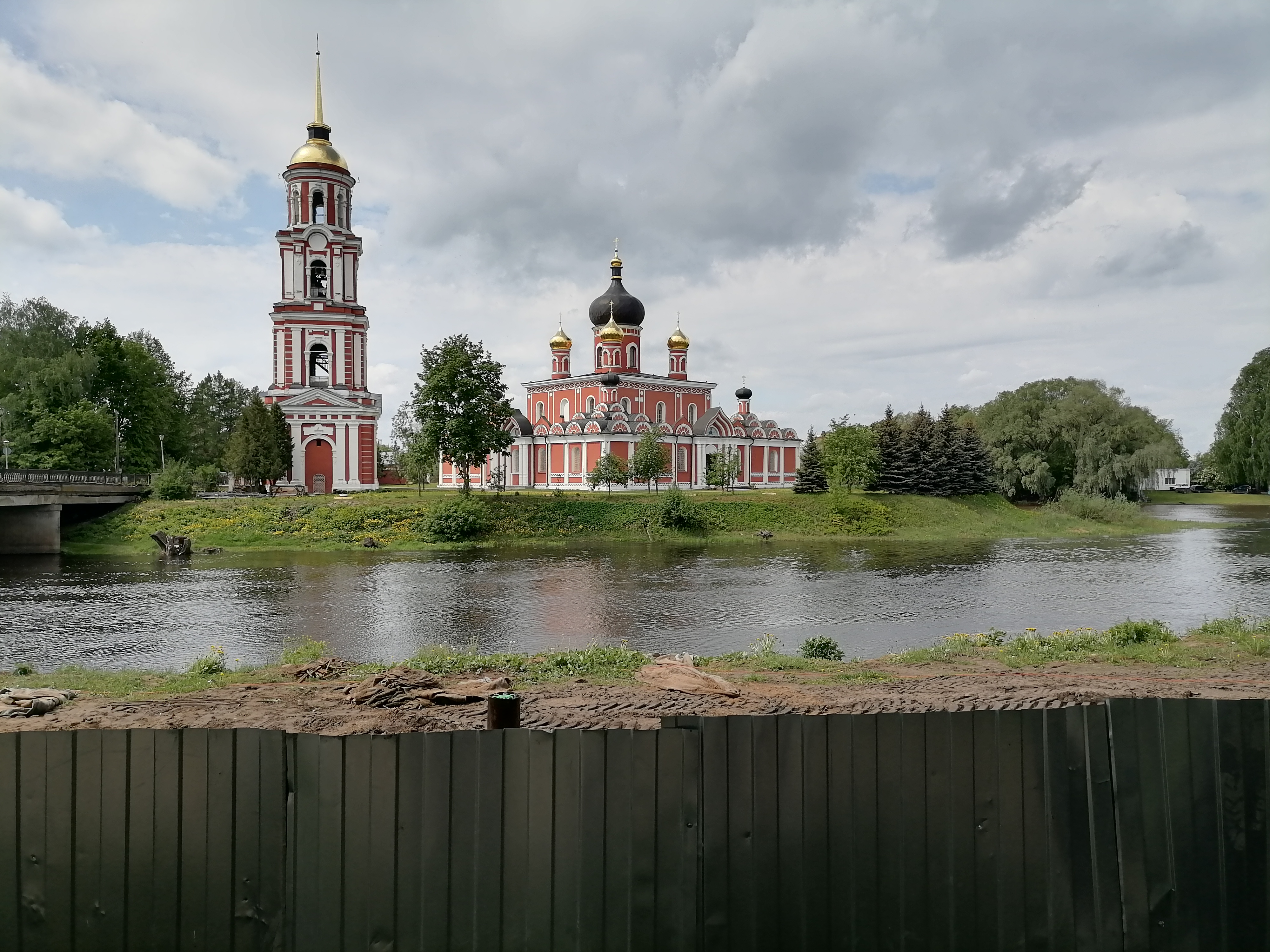
Вид на Воскресенский собор через реку Порусья

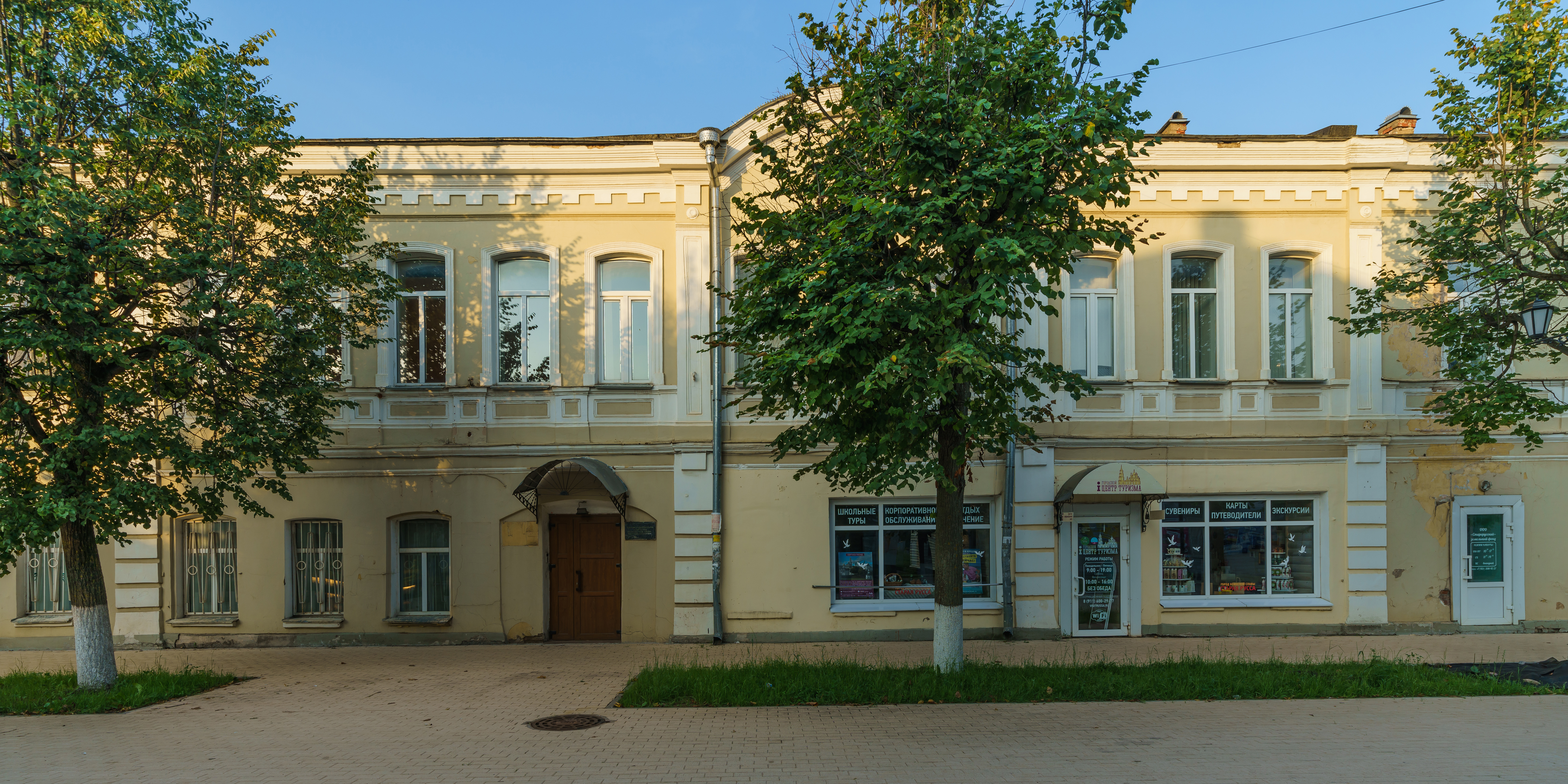
д. 6

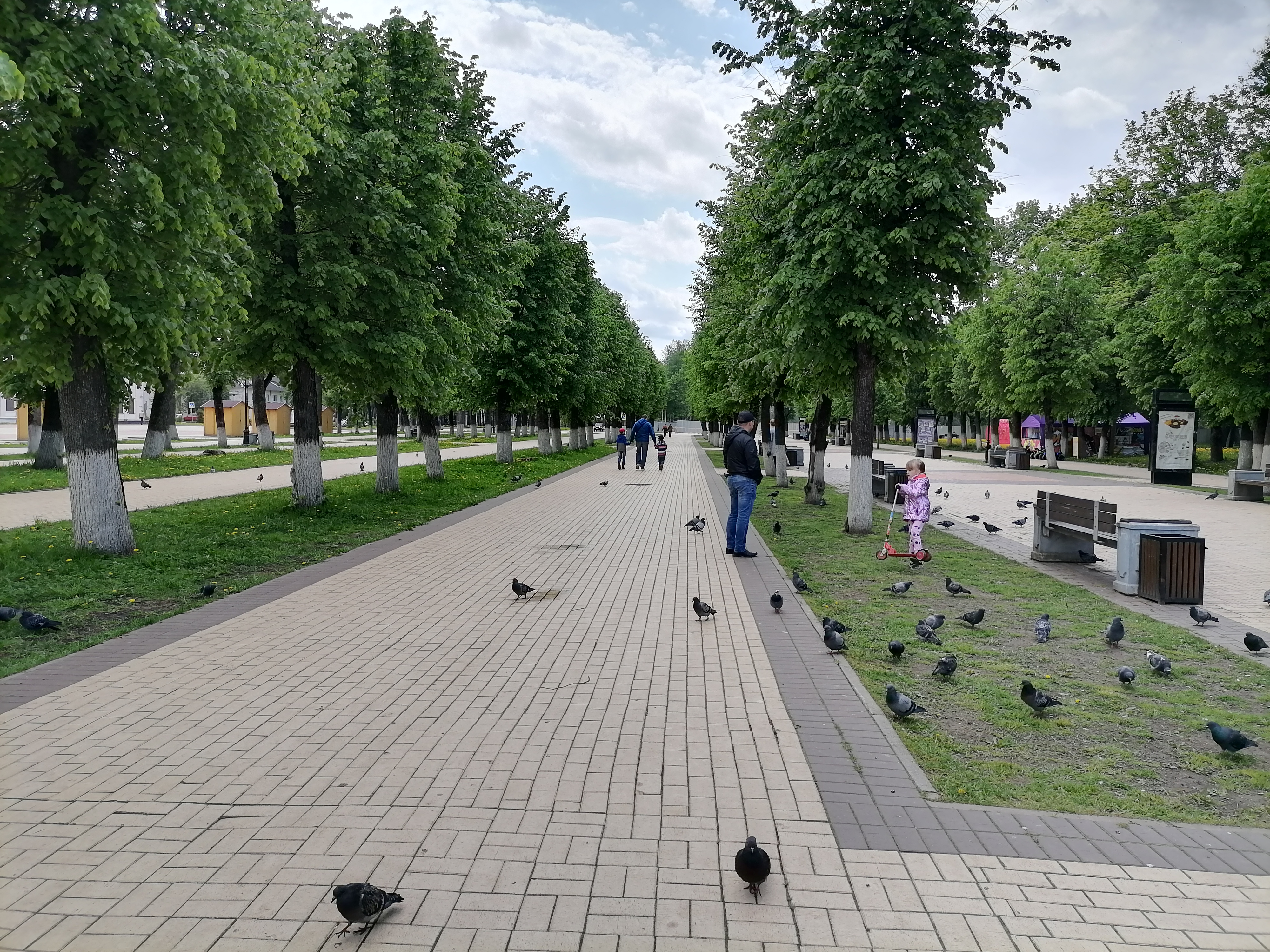
Бульвар

Является западной границей бывшей Торговой (ныне — Соборной) площади, с этим связаны прежние названия улицы — Шелковая линия, Постоялые дворы, Новогостинодворская.
Построенный в конце XVIII века на площади гостиный двор просуществовал до Великой Отечественной войны и во время немецко-фашистской оккупации был разрушен, после окончания войны на его месте были устроены бульвар и сквер. Разрушены были все дома на улице
В советское время называлась Советской, затем носила имя Ленина, памятник которому был установлен в начале улицы в 1985 году (скульптор Н. Томский).
С лета 1922 года по улице проходил маршрут трамвая (ж/д вокзал — Курорт), в 1924 году маршрут был электрифицирован. Трамвайное сообщение прекратилось в годы Великой Отечественной войны и более не восстанавливалось.
Решением Совета депутатов города Старая Русса от 10.12.2014 № 84 улица была переименована в Воскресенскую. Воскресенский собор Старой Руссы находится через реку Порусья от улицы.
Улица превращена в пешеходную зону

## Достопримечательности
Памятник Ленину (скульптор Н. В. Томский)
д. 6 — Дом Киселевых, последняя треть XIX в. 
д. 8 — Дом Пономарева и Киселевой с лавками 